# Drei Gleichen
Drei Gleichen est une commune allemande de l'arrondissement de Gotha en Thuringe. Elle a été formée le 1er janvier 2009 par la fusion des anciennes communes de Grabsleben, Mühlberg, Seebergen et Wandersleben.

## Géographie

Situation de la commune dans l'arrondissement de Gotha

Drei Gleichen est située à l'est de l'arrondissement, à la limite avec l'arrondissement d'Ilm, à équidistance d'Erfurt, de Gotha et d'Arnstadt, sur la rive gauche de l'Apfelstädt, dans le Bassin de Thuringe. Elle est appelée ainsi à cause du château de Gleichen situé sur son territoire. Le siège de la commune est situé dans le village de Wandersleben.
Elle est constituée de six villages : Cobstädt, Grabsleben, Großrettbach, Mühlberg, Seebergen et Wandersleben.
Communes limitrophes (en commençant par le nord et dans le sens des aiguilles d'une montre) : Tüttleben, Pferdingsleben, Nottleben, Nesse-Apfelstädt, Wachsenburggemeinde, Wölfis, Ohrdruf, Günthersleben-Wechmar et Gotha.

### Wandersleben

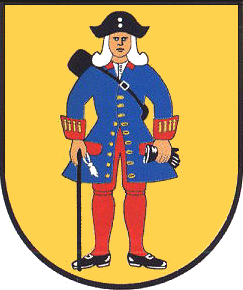
Armes de Wandersleben

Situé dans la vallée de l'Apfelstädt, affluent de la Gera, Wandersleben se trouve à 14 km au sud-est de Gotha. Au sud se trouvent les collines de Kallenberg, Kaffeberg et Burg Gleichen qui ont une altitude comprise entre 332 m et 399 m. L'ancienne commune avait une superficie de 12,63 km2.

### Mühlberg

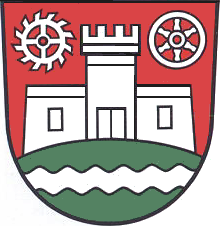
Armes de Mühlberg

Le village est situé à 13 km au sud-est de Gotha, sur le plateau d'Ohrdruf qui a une altitude de plus de 400 m. Le Schossleite, la colline du château, a une altitude de 375 m. L'ancienne commune avait une superficie de 22,48 km2.

### Grabsleben

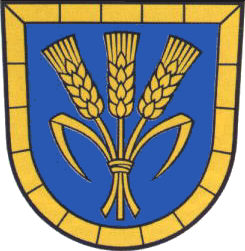
Armes de Grabsleben

Grabsleben est situé à 8 km à l'est de Gotha, dans la plaine du bassin de Thuringe, à une altitude moyenne de 290 m, comme els villages de Cobstädt et Großrettbach. L'ancienne commune de Grabsleben qui comprenait ces trois villages avait une superficie de 13,82 km.

### Seebergen

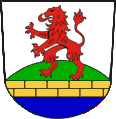
Armes de Seebergen

Le village, limitrophe de Gotha, au nord de la rivière Apfelstädt, est dominé par le Großer Seeberg, d'une altitude de 409,5 m dont les nombreuses carrières ont servi pour édifier le château de Wartbourg à Eisenach, la cathédrale d'Erfurt et le château de Friedenstein à Gotha.

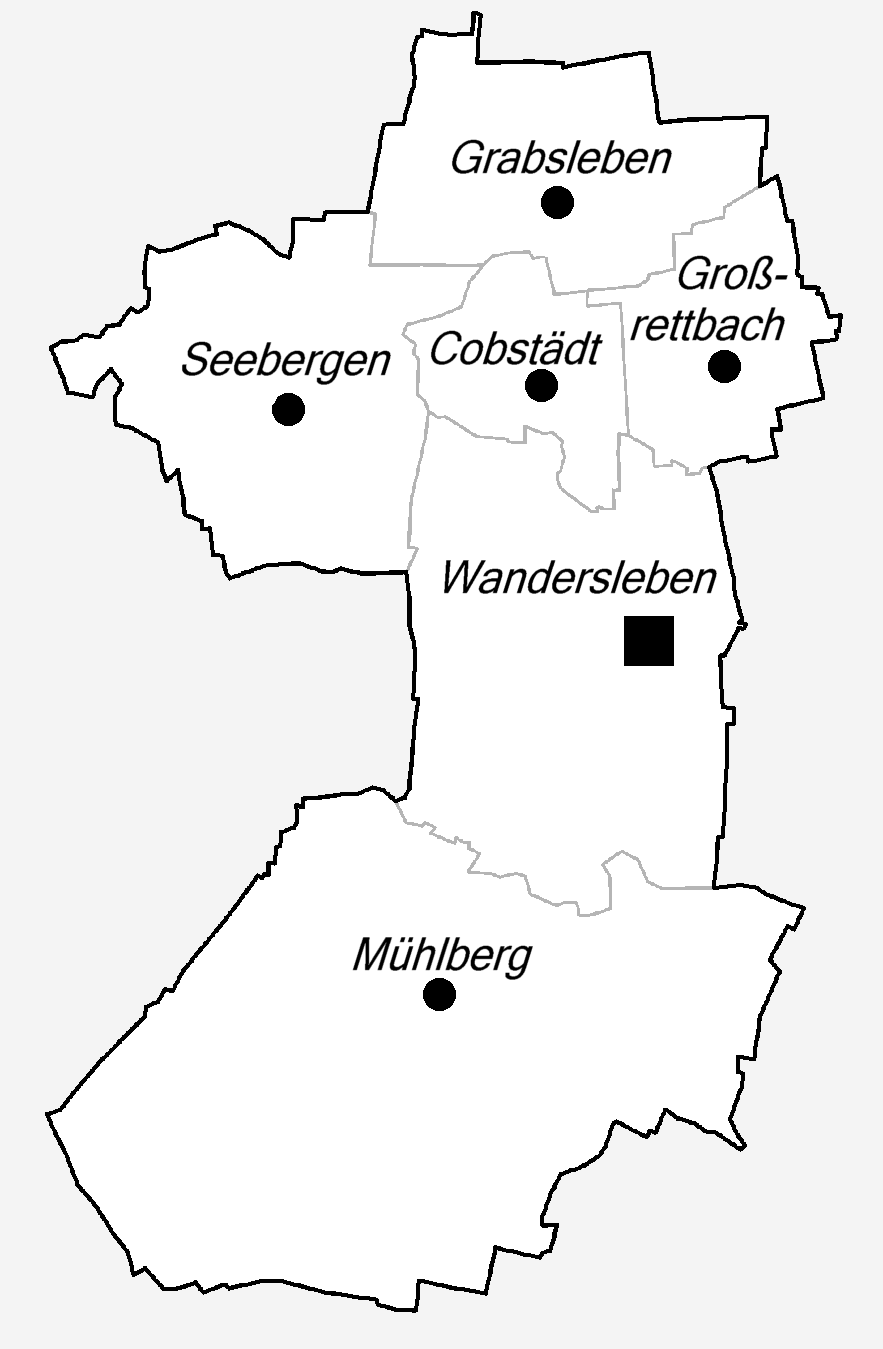
Les différents quartiers de Drei Gleichen

## Histoire
La commune de Drei Gleichen est née en 2009, elle avait été précédée en 1992 par une communauté d'administration qui regroupait les mêmes communes, plus celles de Günthersleben-Wechmar et Schwabhausen qui s'en étaient séparées en 1997.
Le village de Wandersleben est mentionné pour la première fois en dans une liste de dons faits à l'abbaye de Fulda établie entre 780 et 817 sous le nom de Wantesleiben. Son histoire fut déterminée par celle des comtes de Gleichen jusqu'à leur extinction en 1631 puis par la famille de Hatzfeld jusqu'en 1793. En 1802, il fut incorporé au royaume de Prusse, dans le district et l'arrondissement d'Erfurt. Après la création du land de Thuringe en 1922, il rejoignit l'arrondissement de Weißensee, puis l'arrondissement de Gotha en 1945.

L'ouverture de la ligne de chemin de fer Gotha-Erfurt en 1847, puis celle d'une gare en 1885, accéléra son développement.
La première mention de Mühlberg date de 704 sous le nom de Mulenberge comme un don fait par le duc de Thuringe Hedan II à l'évêque Willibrord d'Utrecht. En 1130, le village est acquis par l'archevêque de Mayence Adalbert Ier de Sarrebruck. Il est ensuite acheté par la ville d'Erfurt en 1357 et rejoint le royaume de Prusse en 1802.
Grabsleben apparaît en 1191 dans un document émanant de la cour du landgrave Hermann de Thuringe. En 1525, il devient possession de l'abbaye de Georgenthal. Cobstädt est cité en 1199 sous le nom de Cobinstete. Großrettbach est mentionné en 786 dans une liste de dons faits par Charlemagne à Lull, premier archevêque de Mayence. Le village est dévasté pendant la Guerre de Trente Ans et restera longtemps inhabité. Les communes de Cobstädt et Großrettbach ont été intégrées à la commune de Grabsleben en 2009.
Seebergen est mentionné pour la première fois en 1220.
Les quatre villages de Grabsleben, Cobstädt, Großrettbach et Seebergen ont appartenu au duché de Saxe-Cobourg-Gotha dès sa création.

## Démographie
Commune de Drei Gleichen dans ses limites actuelles :
| 1910   | 1933   | 1939   | 2010  |
| ------ | ------ | ------ | ----- |
| 4 427, | 5 109, | 5 475, | 5 282 |

Commune de Wandersleben :
| 1910  | 1933  | 1939  | 1995  | 2000  | 2005  | 2010  |
| ----- | ----- | ----- | ----- | ----- | ----- | ----- |
| 1 429 | 1 590 | 1 693 | 1 708 | 1 771 | 1 713 | 1 649 |

Commune de Mühlberg :
| 1910  | 1933  | 1939  | 1995  | 2000  | 2005  | 2010  |
| ----- | ----- | ----- | ----- | ----- | ----- | ----- |
| 1 265 | 1 387 | 1 536 | 1 270 | 1 341 | 1 328 | 1 290 |

Commune de Grabsleben :
| 1910 | 1933 | 1939 | 2000  | 2005  | 2010  |
| ---- | ---- | ---- | ----- | ----- | ----- |
| 806  | 903  | 885  | 1 036 | 1 066 | 1 047 |

Commune de Seebergen :
| 1910 | 1925  | 1933  | 1939  | 1995  | 2000  | 2005  | 2010  |
| ---- | ----- | ----- | ----- | ----- | ----- | ----- | ----- |
| 927  | 1 121 | 1 229 | 1 361 | 1 389 | 1 316 | 1 314 | 1 278 |

## Politique
À l'issue des élections municipales du 7 juin 2009, le Conseil municipal, composé de 20 sièges, est composé comme suit :
| Parti     | Nombre de conseillers | Pourcentage de voix |
| --------- | --------------------- | ------------------- |
| CDU       | 9                     | 44,0 %              |
| SPD       | 3                     | 18,0 %              |
| FWG       | 3                     | 15,7 %              |
| BI        | 2                     | 9,4 %               |
| Die Linke | 2                     | 8,9 %               |
| FDP       | 1                     | 4,0 %               |

## Monuments
Les différents villages de Drei Gleichen compte de nombreux points d'intérêt, les ruines de deux châteaux médiévaux, de nombreuses maisons à colombages, plusieurs églises aux charmants décors baroques. La commune fait partie du géoparc national Inselberg-Drei Gleichen créé le 15 février 2009 et qui couvre 530 km2 dans la forêt de Thuringe et dix-sept villes et villages
- Château de Gleichen. Situé à 2 km au sud de Wandersleben, ses ruines très évocatrices s'élèvent sur une colline à 370 m d'altitude qui commande toute la plaine environnante. Il est cité dès 1034 dans les annales de l'abbaye de Reinhardsbrunn. En 1088, le margrave Egbert II de Misnie, révolté contre Henri IV du Saint-Empire y subit un siège de 18 semaines de la part des troupes de l'Empereur. Il réussit à s'enfuir. En 1130, le château passe dans les possessions de l'archevêque de Mayence, puis, il est donné en fief aux comtes de Tonna-Gleichen qui en font leur résidence jusqu'à la fin du XVIe siècle et à leur déménagement dans leur nouveau château d'Ehrenstein à Ohrdruf. Dès lors, le château est laissé à l'abandon et se dégrade.

- Château de Mühlburg. Le château surplombe le village de Mühlberg. Il fut lui aussi assiégé en 1088 et passa aussi en 1130 dans l'orbite des archevêques de Mayence; Il fut donné en fief à Meinhard Ier de Mühlberg en 1140 et échut au royaume de Prusse au XVIIe siècle. Ses ruines sont encore imposantes.

- Moulins à pastel dans le village de Mühlberg.

- Wohnturm de Wandersleben, Maison-tour datant de 1250. Intégrée à un manoir qui fut incendié en 1450, puis à de nouvelles constructions édifiées en 1599, il est aujourd'hui une propriété municipale.

- Henningshof et Rathaus de Wandersleben, vastes édifices à colombages.

- Église Saint-Pierre de Wandersleben de style roman à l'origine, possédant un décor baroque remarquable.

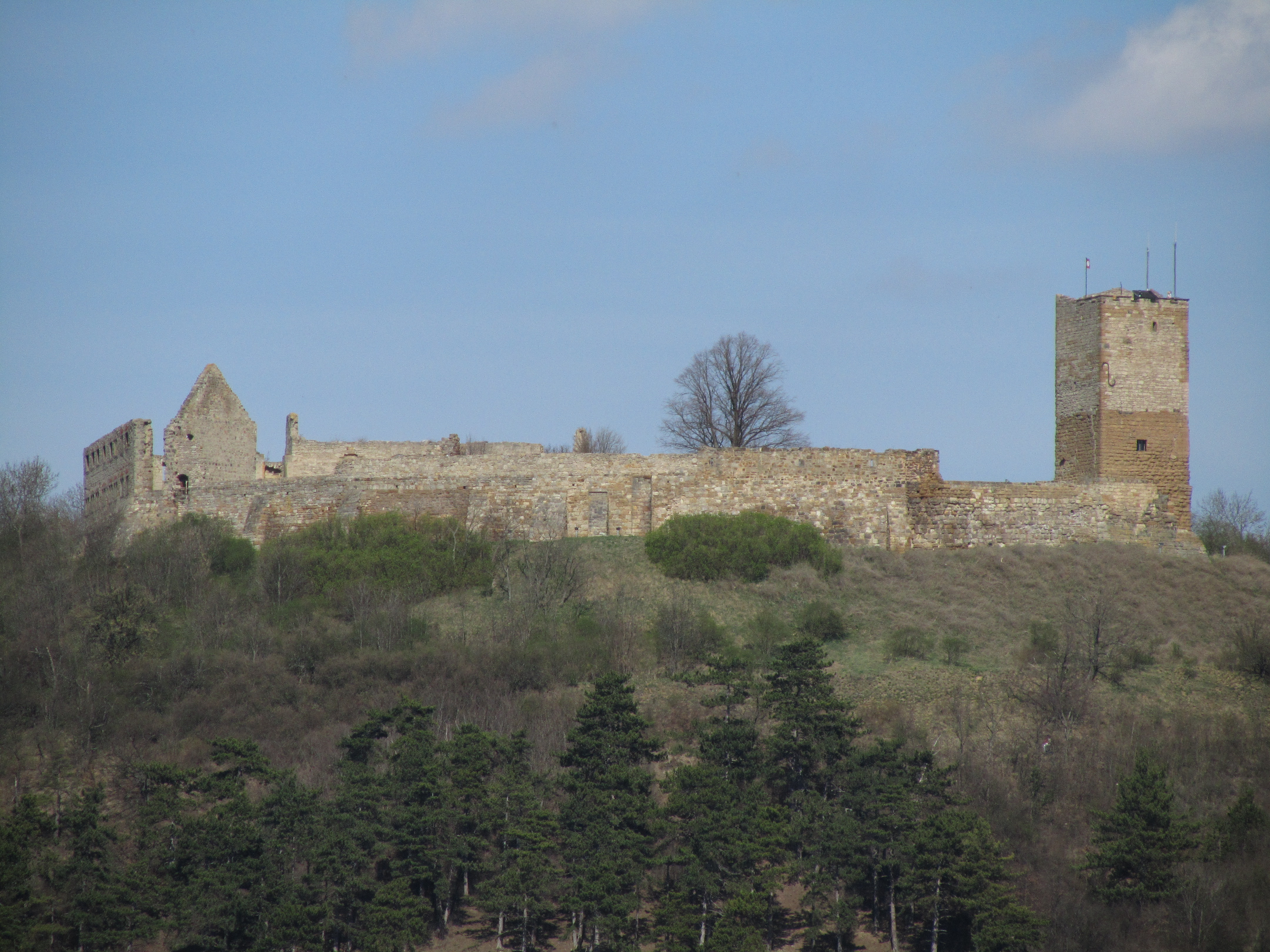
Château de Gleichen
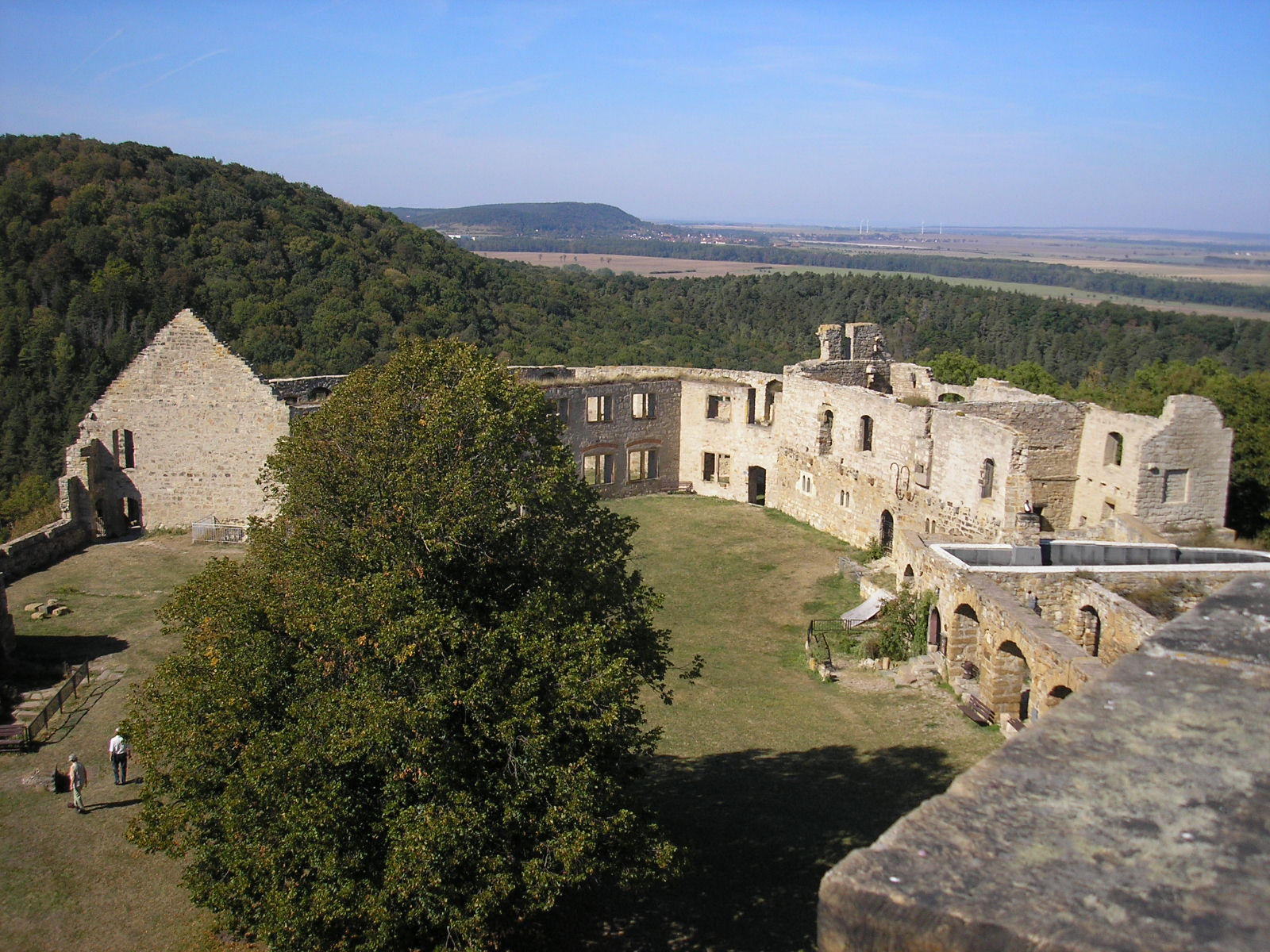
Vue des ruines de Gleichen
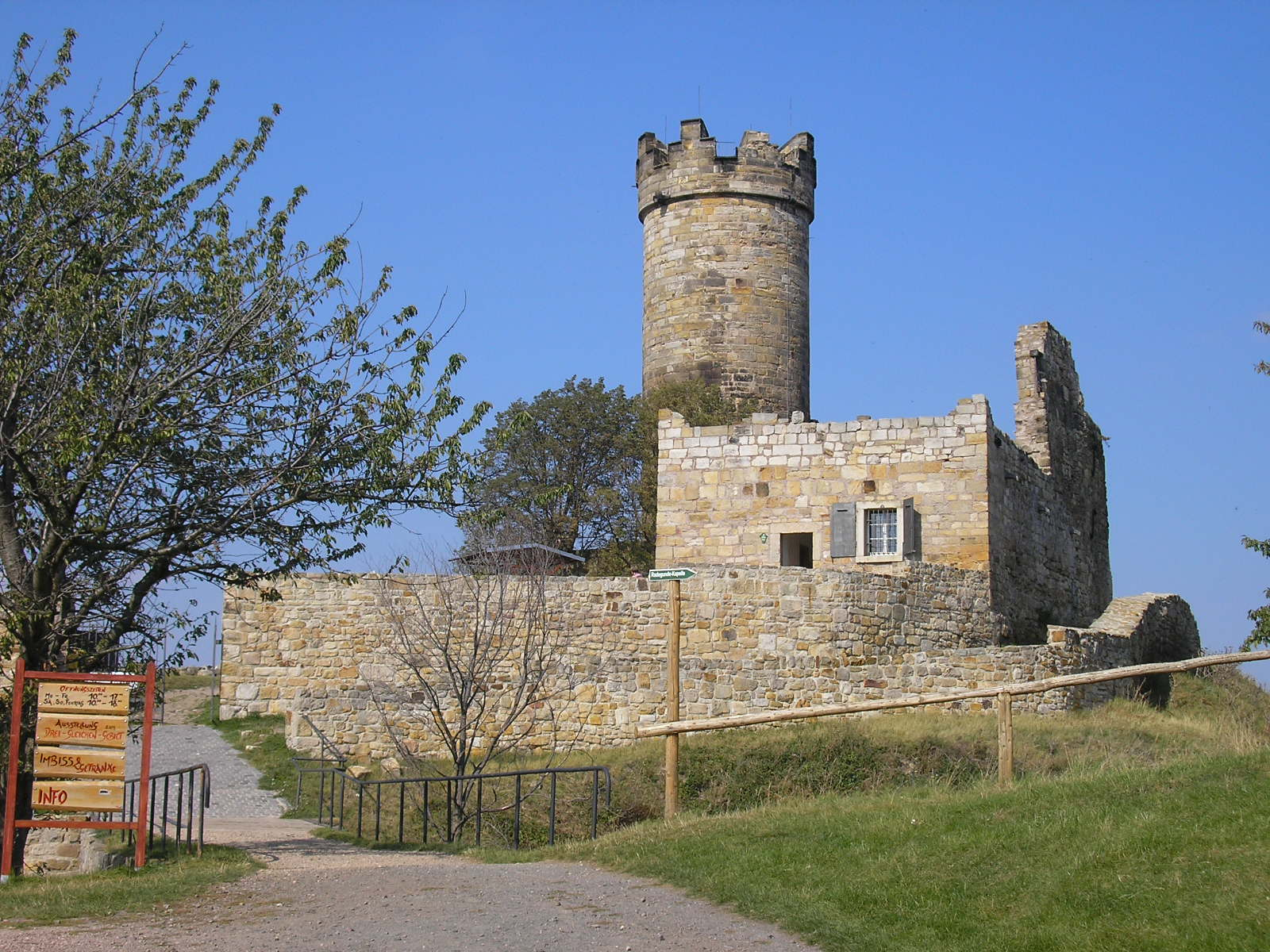
Château de Mühlburg
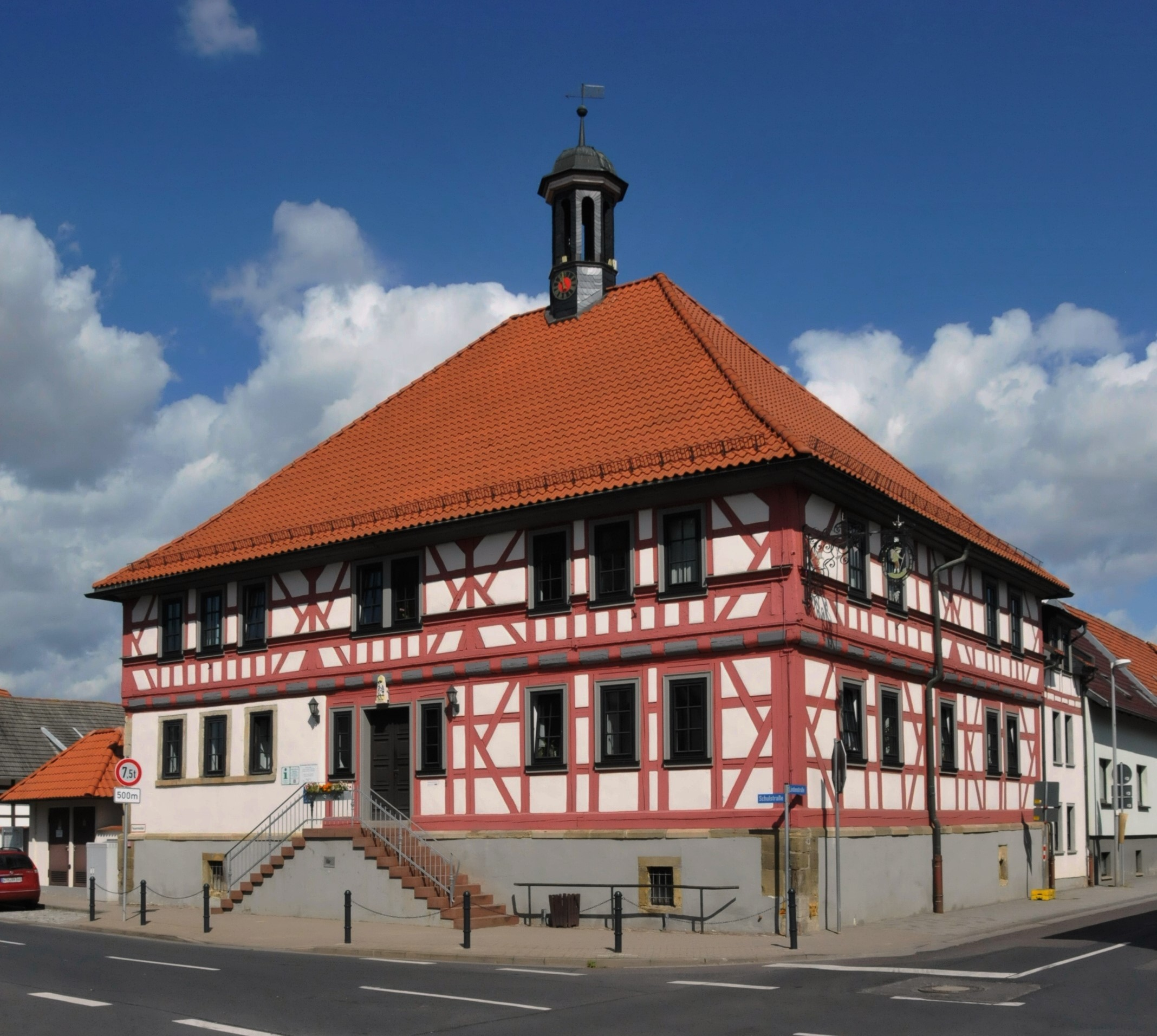
Hôtel de ville de Wandersleben
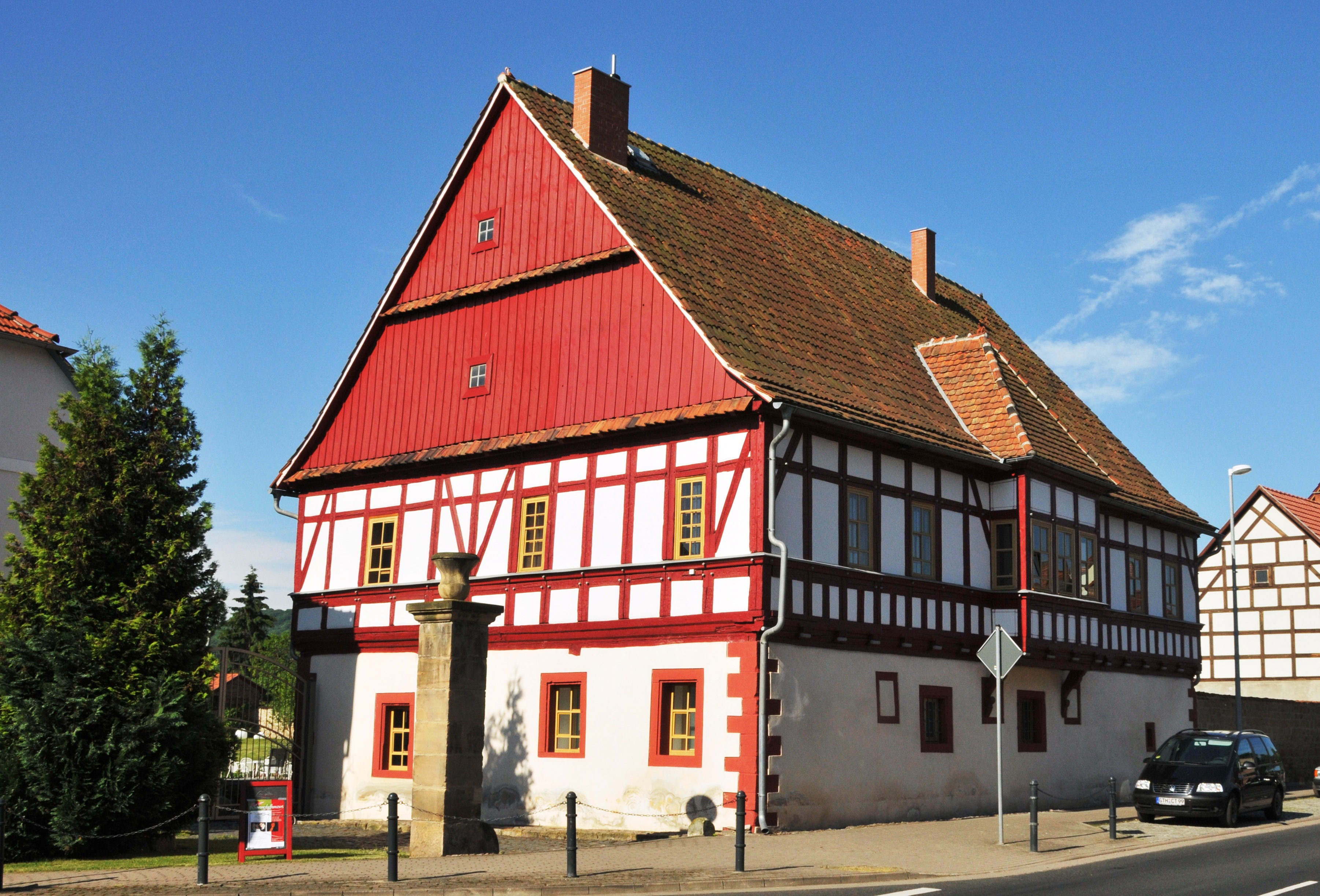
Le Henningshof de Wandersleben
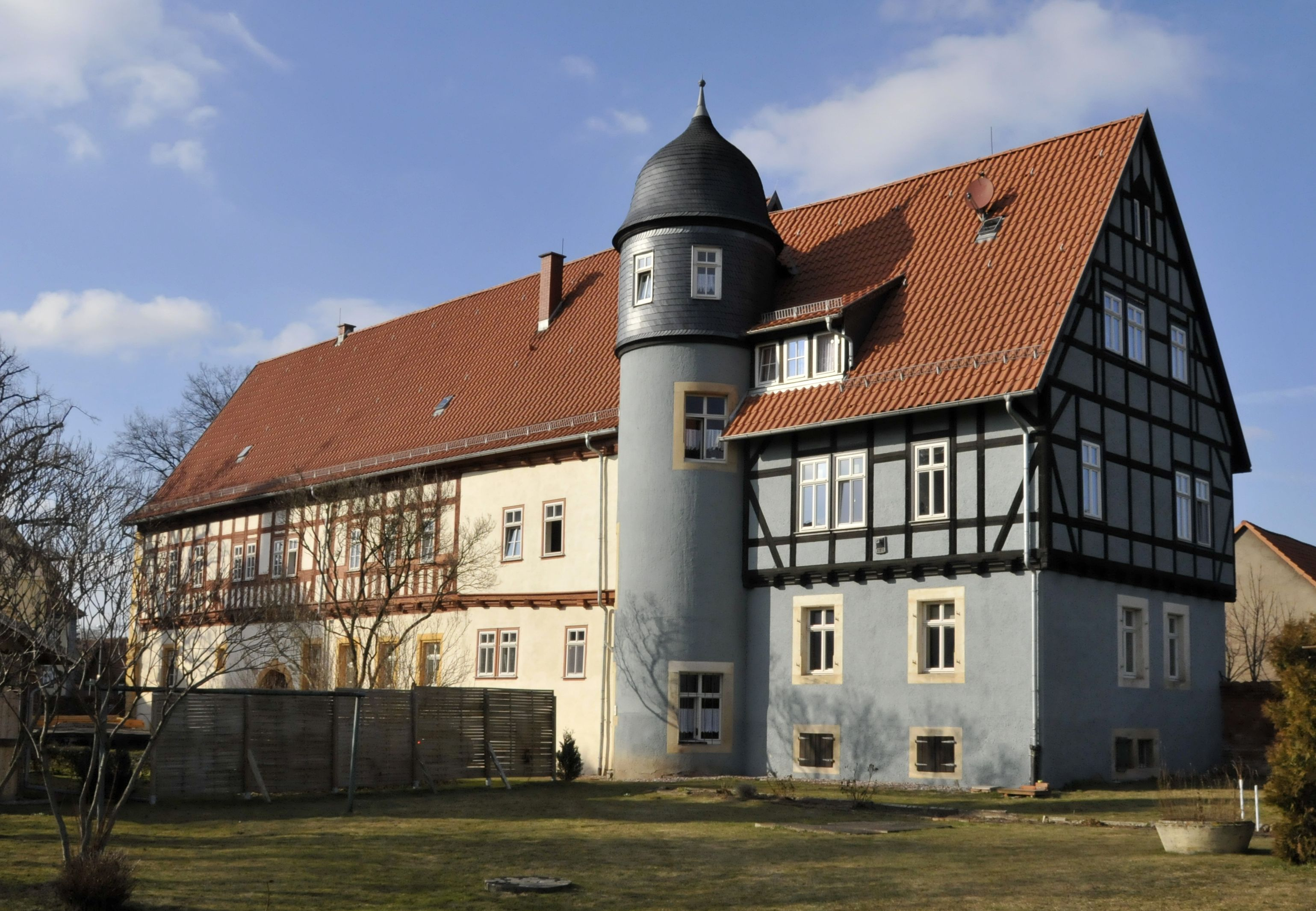
L'ancienne école de Wandersleben
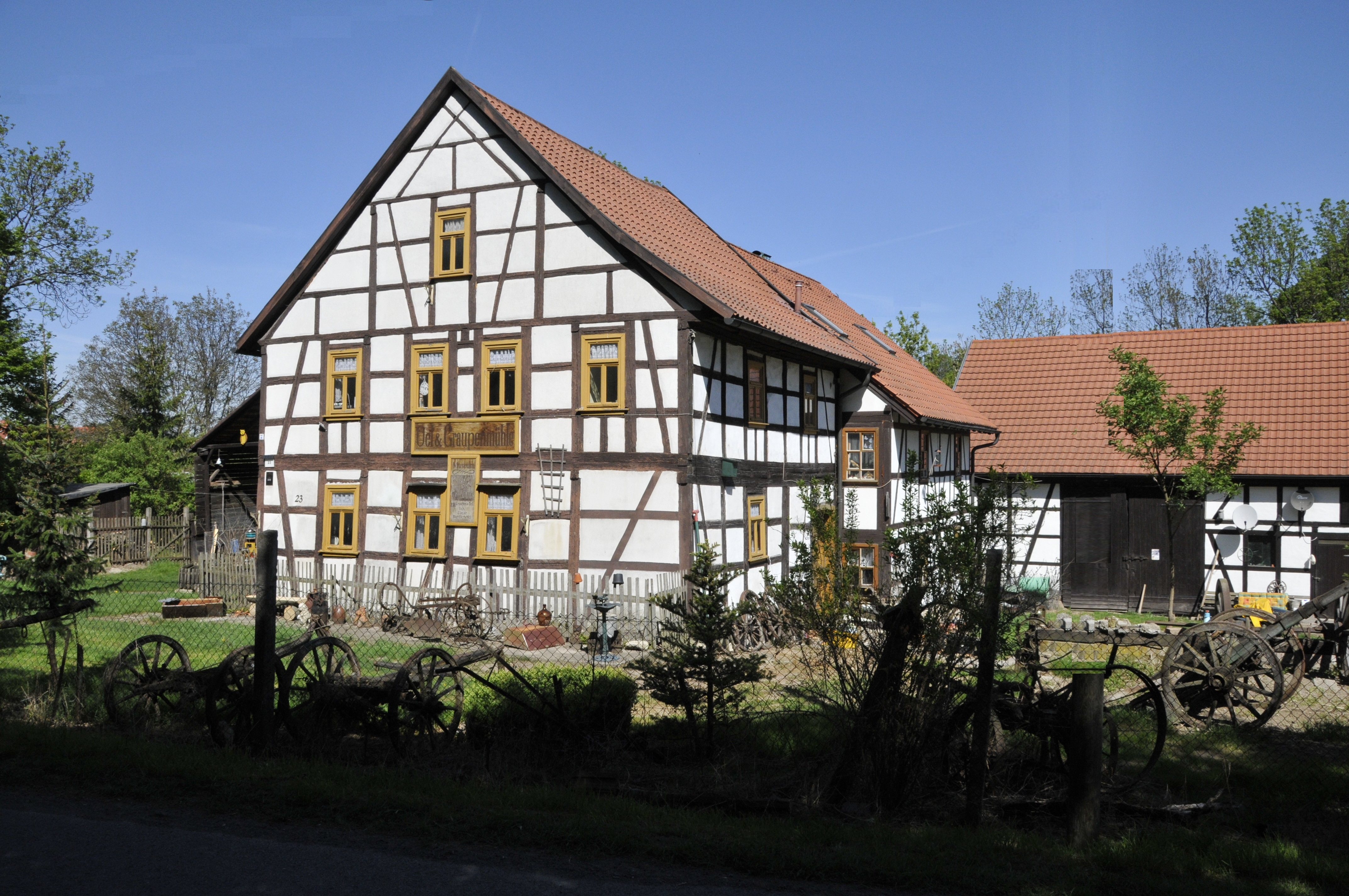
Ancien moulin de Mühlberg
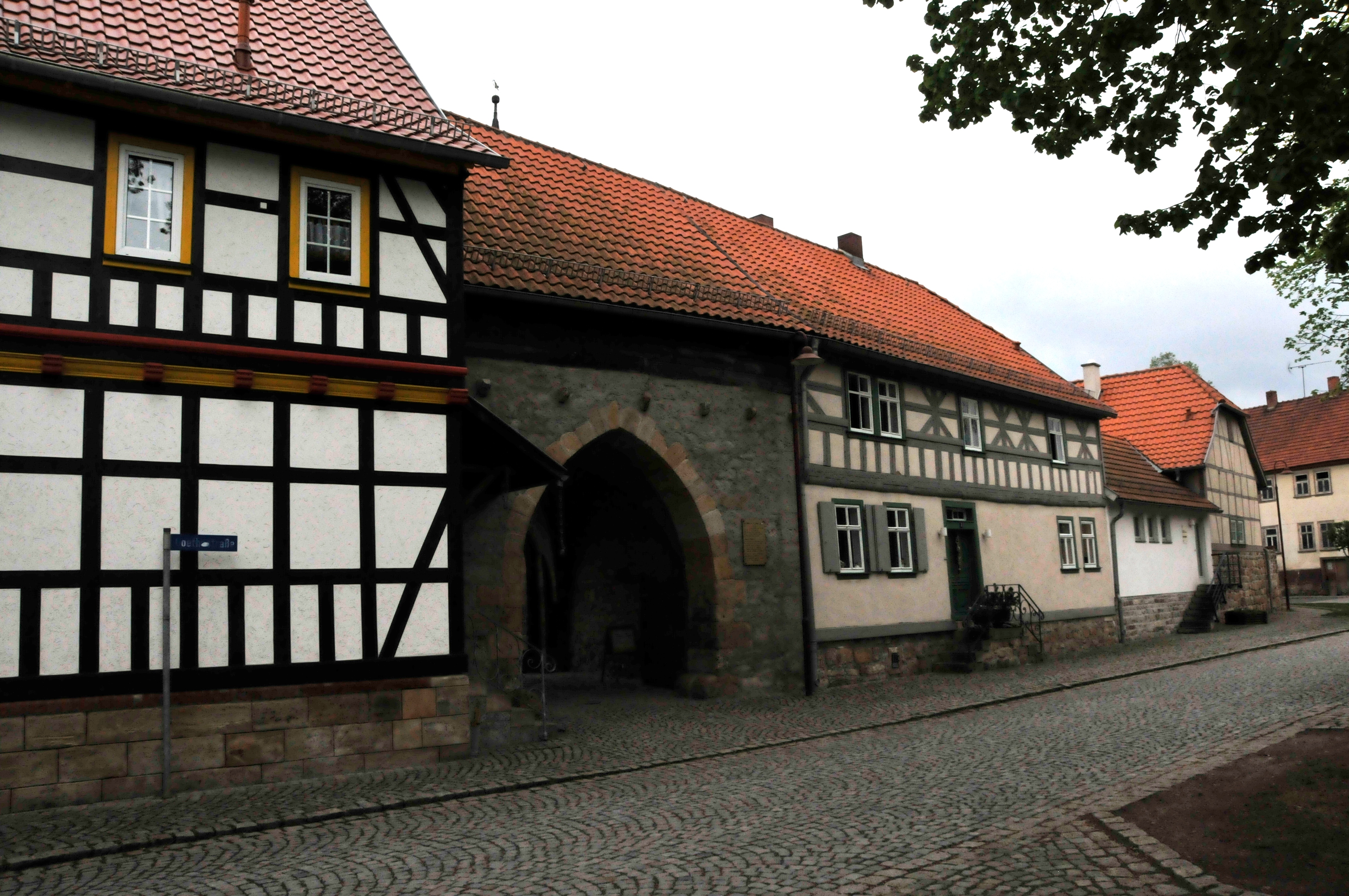
Entrée de l'église de Mühlberg
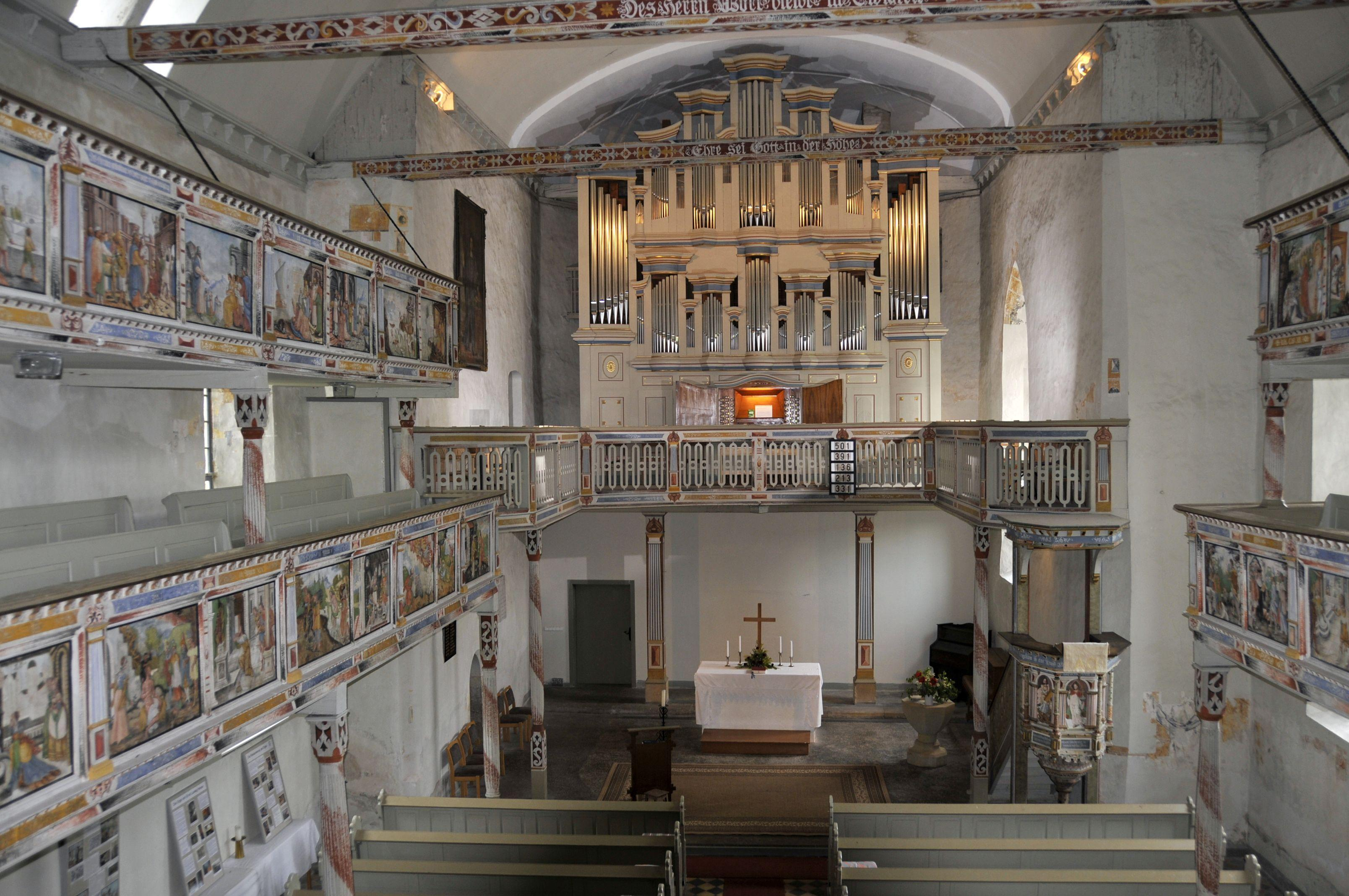
Intérieur de l'église de Seebergen
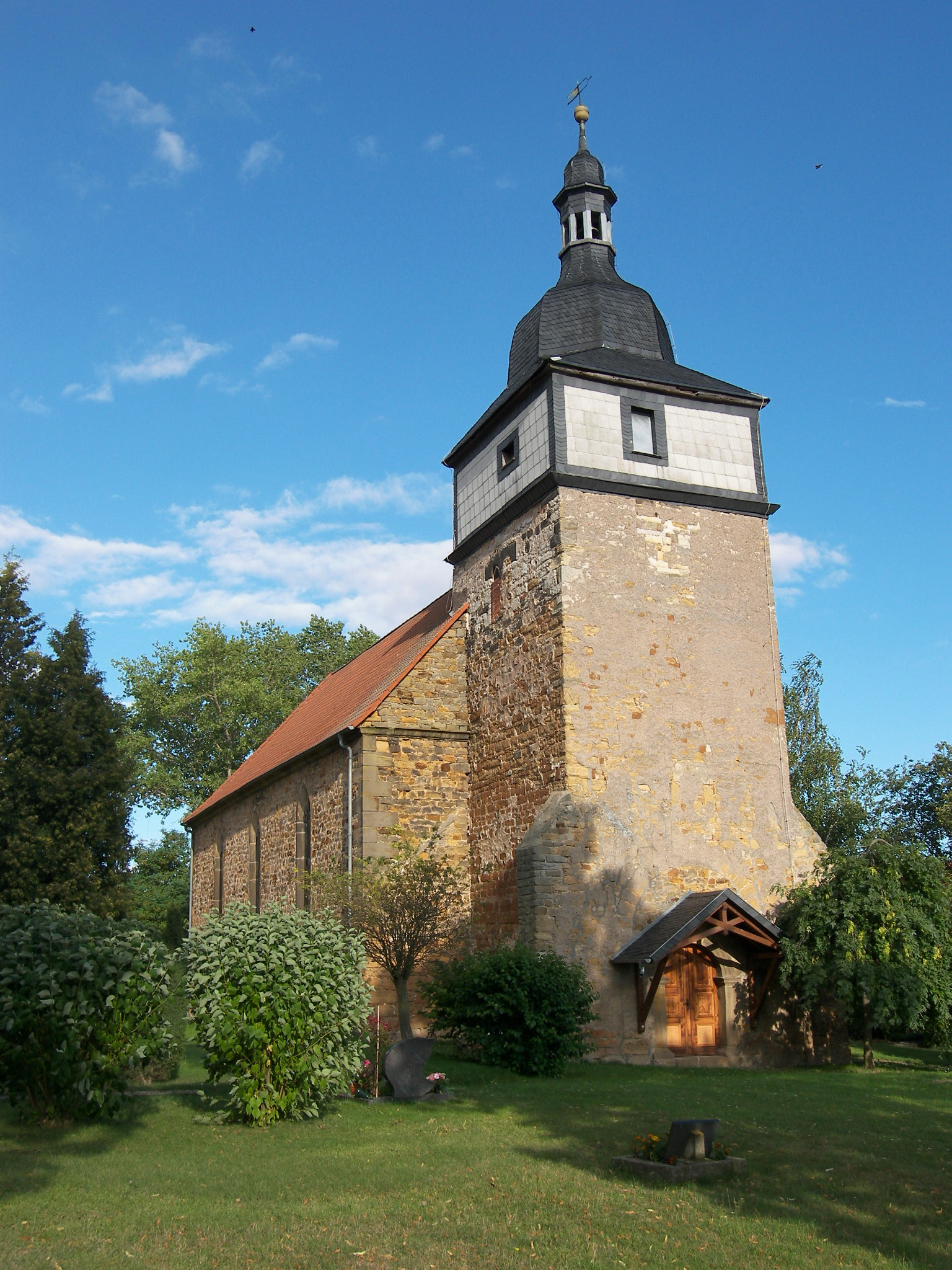
L'église de Grabsleben
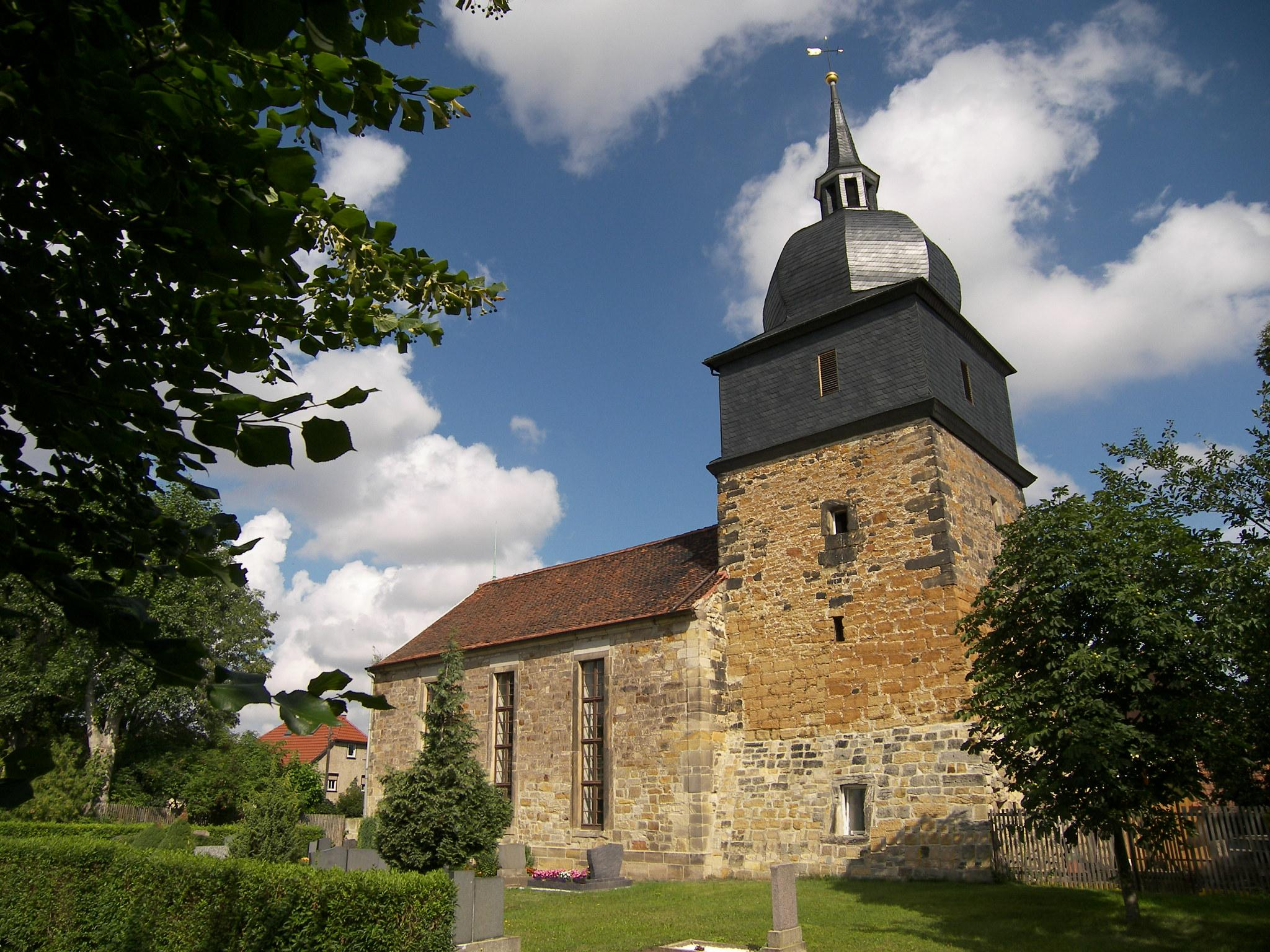
L'église de Großrettbach
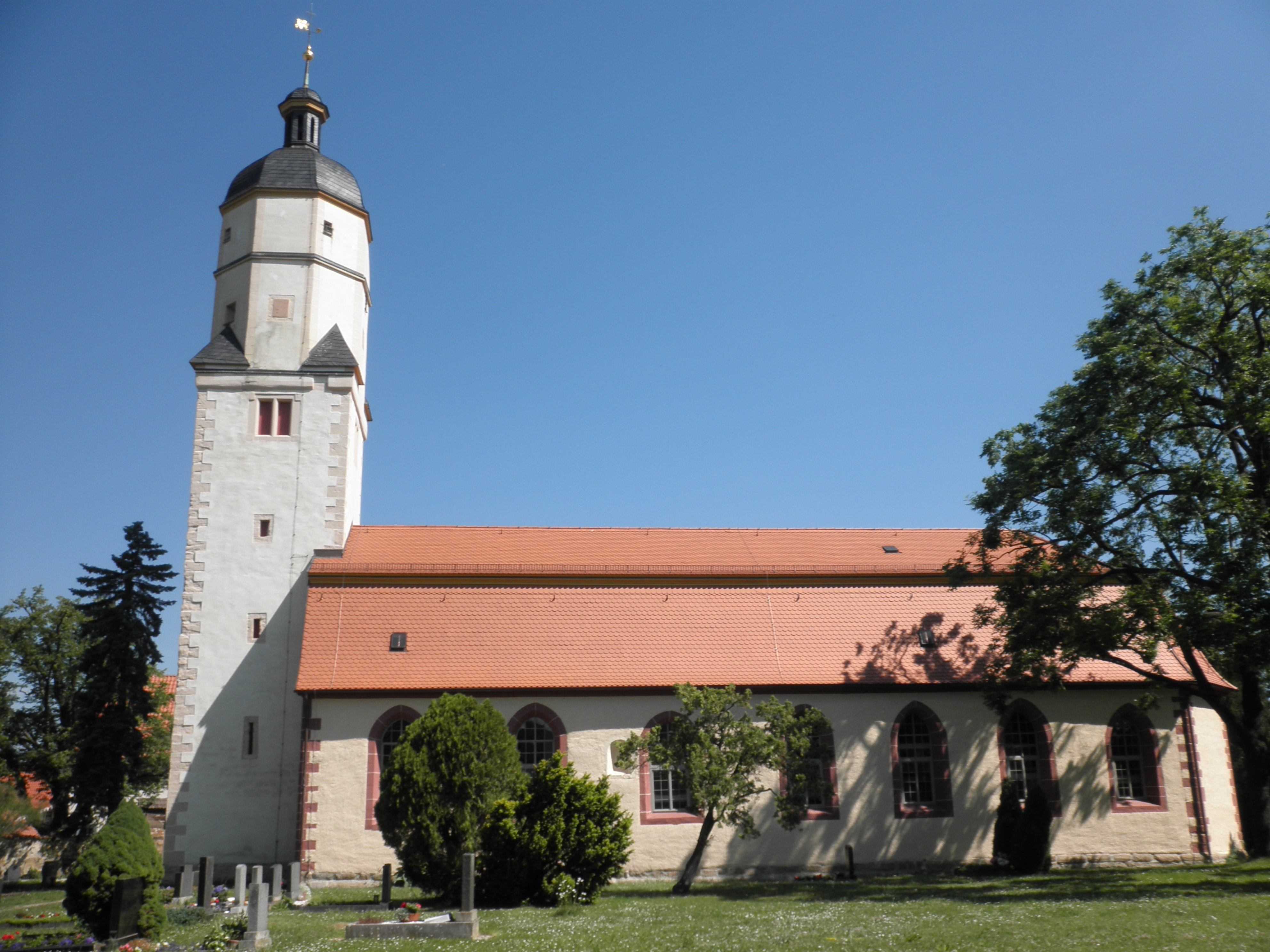
L'église de Wandersleben
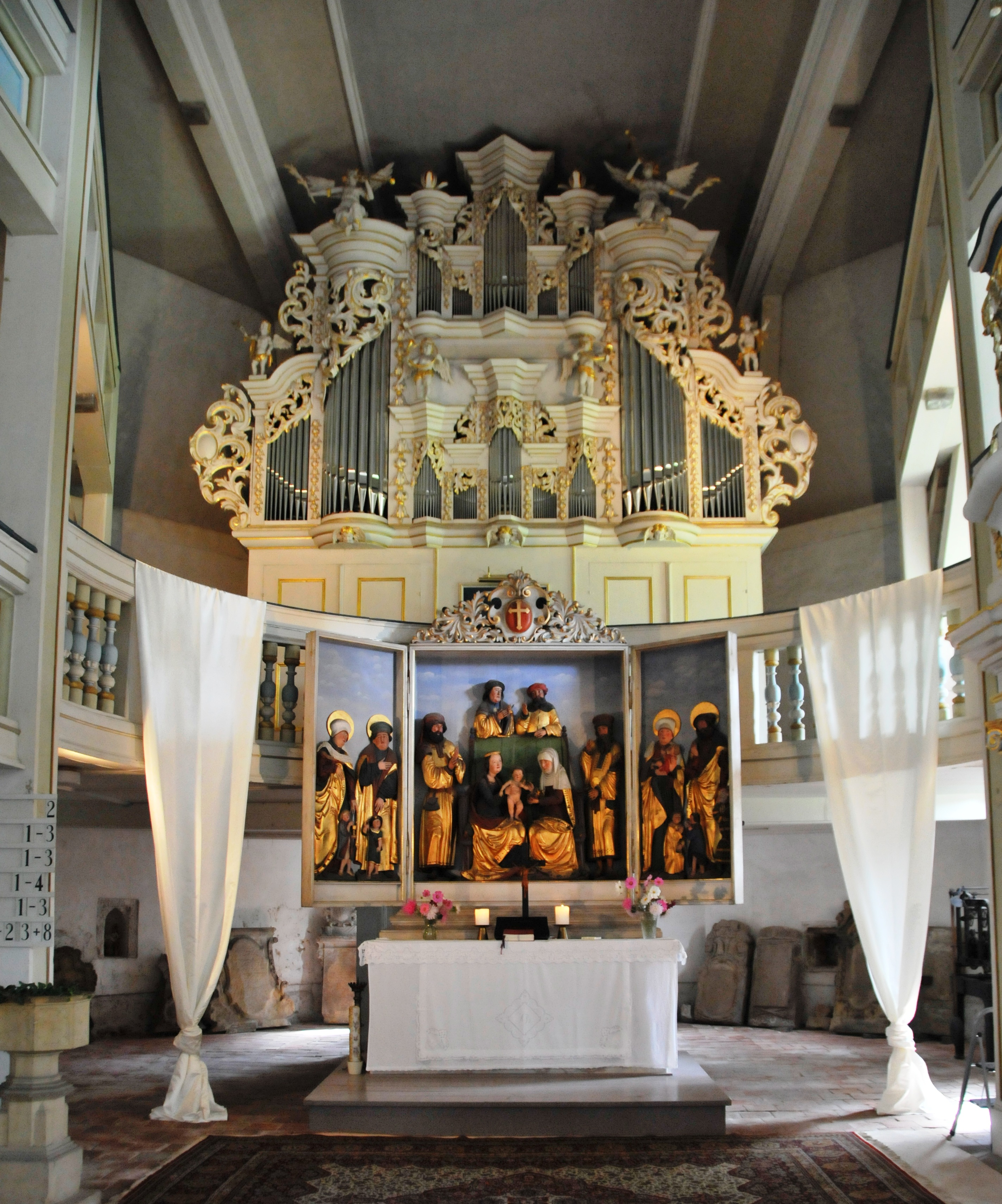
Intérieur de l'église de Wandersleben
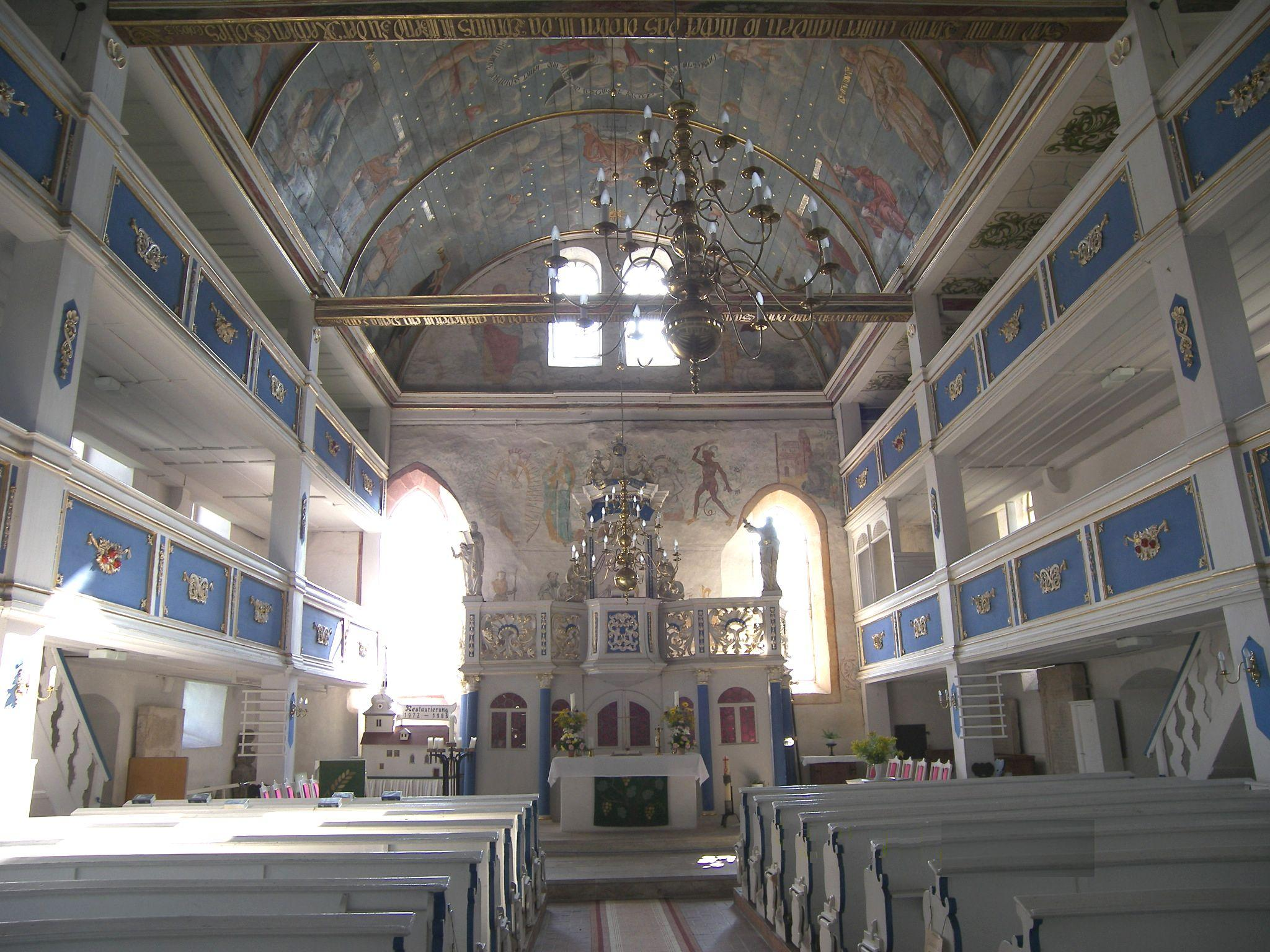
Chœur de l'église de Mühlberg
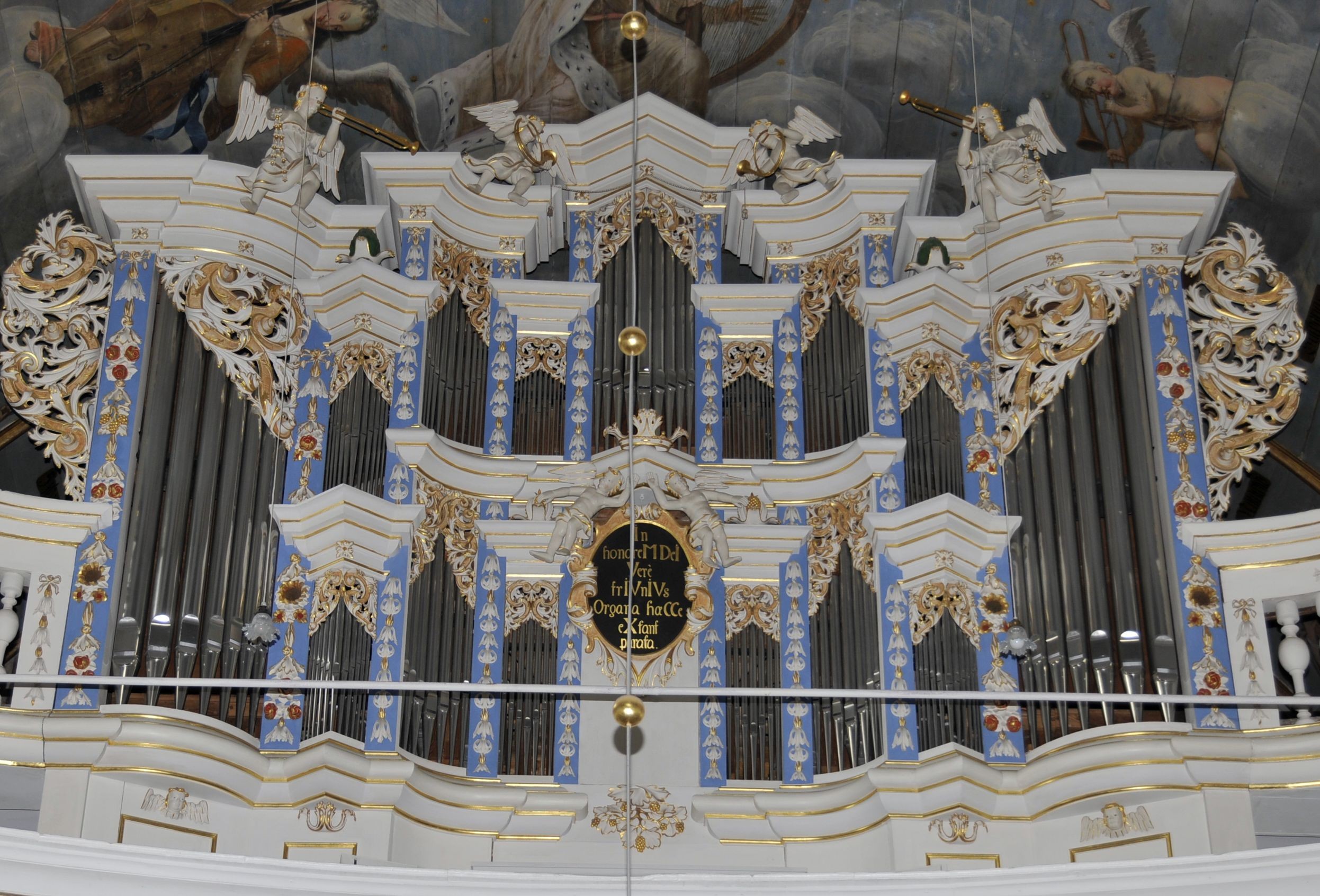
Orgue de l'église de Mühlberg

## Transports
La commune est desservie par la sortie 43 de l'autoroute A4 Francfort-sur-le-Main-Dresde et par la ligne ferroviaire Gotha-Erfurt par la gare de Wandersleben.
D'autres routes régionales permettent de relier les différents villages entre eux. La L1045 relie Mühlberg à Arnstadt.

## Personnalités liées à la ville
- Veit Bach, musicien mort à Wechmar.
- Johannes Bach (1580-1626), musicien mort à Wechmar.